# Robert Hoepffner
Pour les articles homonymes, voir Hoepffner.
Robert Hoepffner, né le 7 juillet 1882 à Rountzenheim et mort à Strasbourg le 24 décembre 1972, issu d'une dynastie de pasteurs luthériens, fut avocat à Strasbourg, directeur du quotidien Dernières Nouvelles de Strasbourg, administrateur d'une usine de produits alimentaires, puis président de l'Église de la Confession d'Augsbourg d'Alsace et de Lorraine de 1938 à 1954.

## Biographie
Fils du pasteur Théodore Eugène Hoepffner et de Anna Émilie Jung, frère d'Ernest Hoepffner et de Jean Hoepffner, Robert fit ses études au Gymnase protestant de Strasbourg, puis à la Faculté de droit de cette ville où il obtient un doctorat. Il s'inscrit au barreau de Strasbourg en 1912. Le 30 avril 1913, il épouse à Strasbourg Jeannette Ungemach, fille d'un industriel, dont il aura huit enfants. Il fréquente les cercles francophiles, ce qui lui vaudra d'être arrêté en 1914 et exilé à Cassel avec sa famille. Après l'Armistice de 1918, il revient à Strasbourg et prend la direction du quotidien Dernières Nouvelles de Strasbourg. Au bout d'un an il passe le relais à son frère Jean pour se consacrer à l'administration de l'usine de son beau-père à Schiltigheim. La crise de 1929 l'oblige à reprendre son métier d'avocat, tout en assurant la gestion d'une agence immobilière.
Le 1er août 1938, il est nommé président du Directoire et du Consistoire supérieur de l’Église de la Confession d'Augsbourg d'Alsace et de Lorraine. Il présidera aux destinées de cette Église luthérienne pendant seize ans et devra affronter les bouleversements dus à la Seconde Guerre mondiale. Replié à Périgueux à la suite de l'évacuation des Strasbourgeois et des Alsaciens des bords du Rhin en septembre 1939, il réorganise les paroisses déplacées et garde le contact avec le service des cultes du gouvernement de Vichy, ainsi qu'avec les pasteurs et fidèles restés en zone occupée.
À son corps défendant et sur les injonctions répétées de Pierre Laval, il doit remettre aux autorités allemandes la bibliothèque et les archives du chapitre Saint-Thomas qui avaient été transférées en zone libre. Lors de la constitution de la Brigade Alsace-Lorraine, commandée par André Malraux, il y envoie les pasteurs Fernand Frantz et Paul Weiss comme aumôniers militaires. En 1945, il rejoint Strasbourg libérée et y rétablit les services de son Église. Il travaille dès lors à la réconciliation des fidèles revenus d'exil avec ceux restés sous l'Occupation nazie, à limiter les effets de l'épuration et à relancer la vie spirituelle et matérielle de l'Église luthérienne. 
Il fonde en 1947 l'Union d'entraide et de solidarité de l'ECAAL pour faire face aux dépenses non prises en charge par l’État et financer les initiatives. 
Robert Hoepffner a pris sa retraite le 31 juillet 1954 et s'est retiré en Côte-d'Or, puis à Juan-les-Pins et enfin au Diaconat de Strasbourg. Décédé dans cette ville, il fut inhumé à Lembach.

## Distinctions
Robert Hoepffner était chevalier de la Légion d'honneur.